# Мистер Но
Мистер Но (право име Џером „Џери“ Дрејк) је стрип-јунак којег је створио Серђо Бонели. Припада жанру авантуристичког стрипа. Издавачка кућа „Весели четвртак“ је издавач овог серијала за Србију.

## Опис јунака
Мистер Но је добио надимак 1941. године, учествујући у америчком добровољачком одреду „Летећих тигрова“, који су се борили на кинеској страни против јапанског агресора. Упорно је говорио „Но“, тј. „не“, јапанском пуковнику Саику, док га је овај испитивао и мучио. 
Он је Њујорчанин, ветеран Другог светског рата који, осетивши се неспособним да се уклопи у нормалан живот након повратка из рата, одлази 1950. године у Јужну Америку, у Бразил, у град Манаус, у потрази за другачијим животом, неоптерећен проблемима савременог човека. Својим авионом пајпер превози туристе широм Јужне Америке. 
Верни пратилац у многим авантурама му је Ото Кругер, бивши припадник немачке „СС“ дивизије. Он је бивши немачки војник, али не и нациста, пошто је био приморан да учествује у рату мимо своје воље. Експерт је у руковању ножем. Осим њега, Мистер Но има још доказаних пријатеља: то су Дана Винтер, певач и гитариста, затим Фил Малиган, бивши саборац на Пацифику и приватни детектив, те незаобилазни Паоло Адолф, манаушки бармен.
Важну улогу у Мистер Ноовом животу заузимају жене. Он је велики заводник, који вешто избегава брак и на крају сваке епизоде заврши са неком другом. Најважнија од свих је лепа плавокоса професорка археологије Патриша Роулендс, затим пилоткиња Дебора, страствена Миранда и друге.
Мистер Но нема архетипског непријатеља, већ су његови непријатељи обично приказани као наизглед нормални људи, који тек након што их он превезе на жељено место покажу своје право лице.
Треба напоменути да су од многобројних цртача Мистер Ноа тројица најзначајнија: Бињоти, Дисо и Вито. Они су и нацртали највећи број епизода. Цртач Загора Галиено Фери је отворио Мистер Но-ов серијал нацртавши прву његову епизоду "Дијамантска клопка" (ЛМС број 511). Од осталих цртача који се издвајају лепотом својих цртежа су Суарез и Кивители. Оставили су дубок траг. Незванично најбољи Мистер Но-ов цртач  по мишљењу многих, укључујући фанове на интернету, је Роберто Дисо. Сценаристи за које се сматра да су направили најлепше приче о Мистер Но-у су Нолита, Склави, Кастели и Мињако.
Серђо Бонели - креатор лика Мистер Но-а
Серђо Бонели је био универзум мудрости, маште, симпатије, али и крутости и прецизности у резултатима који је желео да постигне, било да су уметнички или комерцијални. Прецизност је свеприсутна не само у причама, већ и у издањима и уређивачком апарату, где су фраза, писање и тон увек врло јасни и кохерентни у терминологији и ритму и још основа из које се развија дело.

## Настанак лика
Серђо Бонели је у једном интервјуу изјавио да је створио лик Мистер Ноа према стварном лику којег је видео на једном од својих многобројних путовања у Паленкеу у Мексику. Ту је, по његовим речима, сусрео једног згодног младића на запуштеном аеродрому. Младић је носио кожну јакну, а представљао се као Капетан Вега. Имао је опасач са пиштољем и летео је по Јукатану превозећи животиње, поврће и разне намирнице, и кад год би срео туристе само би показао на седиште и рекао: „ОК, одвешћу вас где год желите“. Код Бонелија се тада родила идеја о јунаку који ће бити возач пајпера, али је одлучио да серијал смести у Амазонију.
Бонелијева најомиљенија епизода за коју је написао сценарио била је "Атлантико", тј. бројеви ЛМС 575 "Драма у заливу", ЛМС 576 "Хангадеироси" и ЛМС 577 "Хуља".